# Izumi Tsubaki
Izumi Tsubaki (椿 いづみ, Tsubaki Izumi) ist eine japanische Mangaka.
In einem Interview mit Manga News in Frankreich sagte Tsubaki, dass sie von Yoshihiro Togashi und ihrer Schwester, die ebenfalls Mangaka ist, inspiriert wurde. Togashis Yū Yū Hakusho war der erste Manga, den sie alleine kaufte. Sie wurde Manga-Künstlerin, nachdem sie bei einem Wettbewerb den dritten Platz belegte und von einem Redakteur angesprochen wurde.

## Werke
- Oresama Teacher (2007–2020, Hana to Yume, 29 Bände)
- Shojo-Mangaka Nozaki-kun (seit 2011, Gangan Online, 12 Bände)